# Evolution (WWE)
Evolution è un evento in premium live event di wrestling organizzato dalla WWE.
La particolarità di questo evento è che l'intera card è formata da match femminili.

## Edizioni
| Edizione        | Data            | Città     | Sede                              | Main event                        | Fonte |
| --------------- | --------------- | --------- | --------------------------------- | --------------------------------- | ----- |
| 2018 (Dettagli) | 28 ottobre 2018 | Uniondale | Nassau Veterans Memorial Coliseum | Ronda Rousey vs. Nikki Bella      | [ 1 ] |
| 2025 (Dettagli) | 13 luglio 2025  | Atlanta   | State Farm Arena                  | Iyo Sky vs. Naomi vs. Rhea Ripley |       |